# Agriphila cyrenaicella
Agriphila cyrenaicella (лат.) — вид чешуекрылых насекомых из семейства огнёвок-травянок (Crambidae). Встречается в Палеарктике.

## Распространение
Распространён в южной Европе, на Ближнем Востоке (Израиль, Сирия), Иране, Ираке и Северной Африке.

## Описание
Молевидные чешуекрылые небольших размеров. Размах крыльев 22 мм. Гусеницы питаются на различных видах семейства Злаки.